# Heinrich Garhammer
Heinrich „Fuzzy“ Garhammer (* 15. Oktober 1947 in Asenham, Niederbayern) ist ein deutscher Freestyle-Skifahrer und Pionier des Aerial-Skiings. Er erlangte in den 1970er Jahren weltweite Bekanntheit und trug maßgeblich zur Entwicklung von Disziplinen wie Slopestyle und Aerials bei.

## Frühes Leben und erste Erfahrungen mit dem Skifahren
Fuzzy Garhammer wuchs auf einem Bauernhof in Niederbayern mit fünf Brüdern und einer Schwester auf. Schon früh entwickelte er eine Leidenschaft für das Skifahren, auch wenn er sich anfangs mit improvisierten Mitteln begnügen musste. Ohne eigene Skier wachsten er und seine Geschwister Holzschuhe mit Bienenwachs, um auf ihrem Hof erste Sprünge und Abfahrten zu üben.
Seine ersten richtigen Skier waren kurze Firngleiter, die ihm aufgrund ihrer Länge von etwa 80 cm das schnelle Erlernen von Drehungen ermöglichten und ihn bereits in jungen Jahren zu einem außergewöhnlichen Talent machten. Diese kreative Herangehensweise war für seine gesamte Karriere prägend und machte ihn früh zu einem Vorreiter im Bereich des Freestyle skiing.

## Internationale Karriere und Pionier des Freestyle-Skifahrens
1972 gewann er den zweiten jemals ausgetragenen Freestyle-Contest in Vail, Colorado. Sein spektakulärer Fahrstil, der Saltos, Schrauben und schnelle Drehungen beinhaltete, brachte ihm internationale Anerkennung. Garhammer brachte den Freestyle-Skisport nach Deutschland und war maßgeblich an dessen Verbreitung in Europa beteiligt.
Beim Interski-Kongress 1971 in Garmisch-Partenkirchen trat er als Special-Demonstrator auf. Durch seine provokante und humorvolle Herangehensweise, wie etwa Rückwärtsfahren im Pflug, setzte er sich von der damals standardisierten Skitechnik ab. Seine Auftritte brachten ihm weltweit Beachtung ein, und bereits ein Jahr später wurde er nach Amerika eingeladen, um an einem internationalen Freestyle-Wettbewerb teilzunehmen, den er ebenfalls gewann.

## Filmkarriere und „Pistenschreck“
Neben seinen sportlichen Erfolgen zog Garhammer auch die Aufmerksamkeit von Filmproduzenten auf sich. Für den Bayerischen Rundfunk drehte er in den 1970er Jahren eine Reihe von Skifilmen und wurde als „Fuzzy der Pistenschreck“ bekannt. In den Filmen führte er seine Freestyle-Manöver vor, die oft mit Slapstick-Elementen kombiniert wurden.
Er arbeitete später auch als Kameramann und drehte unter anderem an exotischen Schauplätzen wie Marokko den Film „Aladins Wunderski“. 1977 gewann Garhammer beim Skifilmfestival in New York den ersten Preis und festigte damit seinen Ruf als vielseitiges Talent sowohl vor als auch hinter der Kamera.
Einer der bekanntesten Zusammenarbeiten zwischen Garhammer und Willy Bogner war für die Tele-Ski-Serien des Bayerischen Rundfunks, wo Garhammer als „Fuzzy der Pistenschreck“ mitwirkte.

## Snowboarding und das Swingbo-Projekt
Fuzzy Garhammer engagierte sich früh für die Snowboardbewegung in Deutschland. Er organisierte den ersten Wettbewerb in Deutschland im Skigebiet Sudelfeld und setzte sich dafür ein, dass Snowboarder in den Skigebieten akzeptiert wurden.
Ende der 1980er Jahre arbeitete Garhammer an der Entwicklung des sogenannten Swingbo, einem innovativen Schneesportgerät, das Ähnlichkeiten mit einem Skateboard auf Schnee hatte. Obwohl es von Medien und Profisportlern wie Robby Naish und Charly Messmer unterstützt wurde, konnte sich das Swingbo aufgrund technischer Probleme und hoher Produktionskosten nicht auf dem Markt durchsetzen. Dennoch spielte das Swingbo eine Rolle bei der Förderung des Schneesurfens und des Snowboardens.

## Einfluss auf den Skitourismus und der Wandel des Skisports
Garhammer beobachtet den Wandel des Skitourismus kritisch, insbesondere die zunehmende Kommerzialisierung und Umweltproblematiken. In Bezug auf den Ausbau von Skigebieten wie am Riedberger Horn plädiert er für eine differenzierte Betrachtung und betont, dass nicht alle Gebiete für den Wintersport geeignet bleiben, da der Klimawandel die Bedingungen zunehmend verändert.

## Privates
Fuzzy Garhammer lebt mit seiner Frau Maxi, mit der er seit 1981 verheiratet ist, in der Nähe von München. Das Paar hat zwei Söhne.